# Субанон (язык)
Субанон, или субанен (Calibugan, Kalibugan, Kolibugan) — диалектный континуум, на котором говорят на полуострове Замбоанга, на южной и северной части острова Минданао. Также используется в провинциях полуострова Замбоанга: Замбоанга-Сибугей, Северная Замбоанга и Южная Замбоанга.
Самоназвания варьируют: субанен, субанон, субанун и другие; мусульмане обычно именуют себя калибуган.